# طغیانگر
طغیانگر فیلمی به کارگردانی محمود کوشان و نویسندگی هوشنگ مرادی کرمانی ساختهٔ سال ۱۳۵۶ است.

## خلاصه فیلم
فریدون برادر احمد(ایرج قادری)کشته میشه،احمد به دنبال قاتل برادرش می‌گرده، یه شب فرد ناشناسی به خونه احمد میره که اونو به قتل برسونه ولی موفق نمیشه و فرار میکنه...

## بازیگران
- ایرج قادری
- شورانگیز طباطبایی
- علی آزاد
- حسن رضایی
- حمید دلشکیب
- عاطفه کریمی
- محمد بانکی
- بیتا محمدی
- فریدون مقدادی
- حسین قاسمی وند